# 越後大島駅
越後大島駅（えちごおおしまえき）は、新潟県岩船郡関川村大字土沢にある、東日本旅客鉄道（JR東日本）米坂線の駅である。

## 歴史
- 1931年（昭和6年）8月10日：米坂西線・坂町 - 越後下関間開業と共に開業[1]。
- 1972年（昭和47年）10月2日：貨物の扱いを廃止[1]。
- 1975年（昭和50年）12月1日：通年で荷物の扱いを廃止[3]。駅員無配置駅となる[2]。
- 1987年（昭和62年）4月1日：国鉄分割民営化により、東日本旅客鉄道の駅となる[1]。
- 2006年（平成18年）：駅舎を改築。
- 2022年（令和4年）8月3日：豪雨災害の影響で当駅前後の区間が不通となり、営業休止。

## 駅構造
単式ホーム1面1線をもつ地上駅である。村上駅管理の無人駅となっている。
開業当初からの木造駅舎は解体され、2006年（平成18年）に二代目の駅舎が完成した。

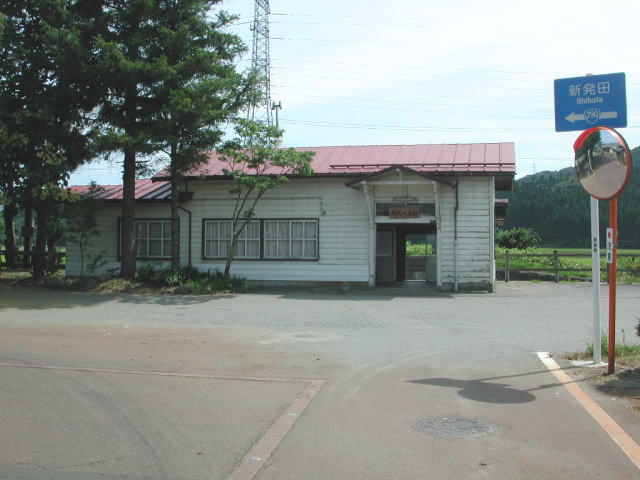
旧駅舎（2004年8月）
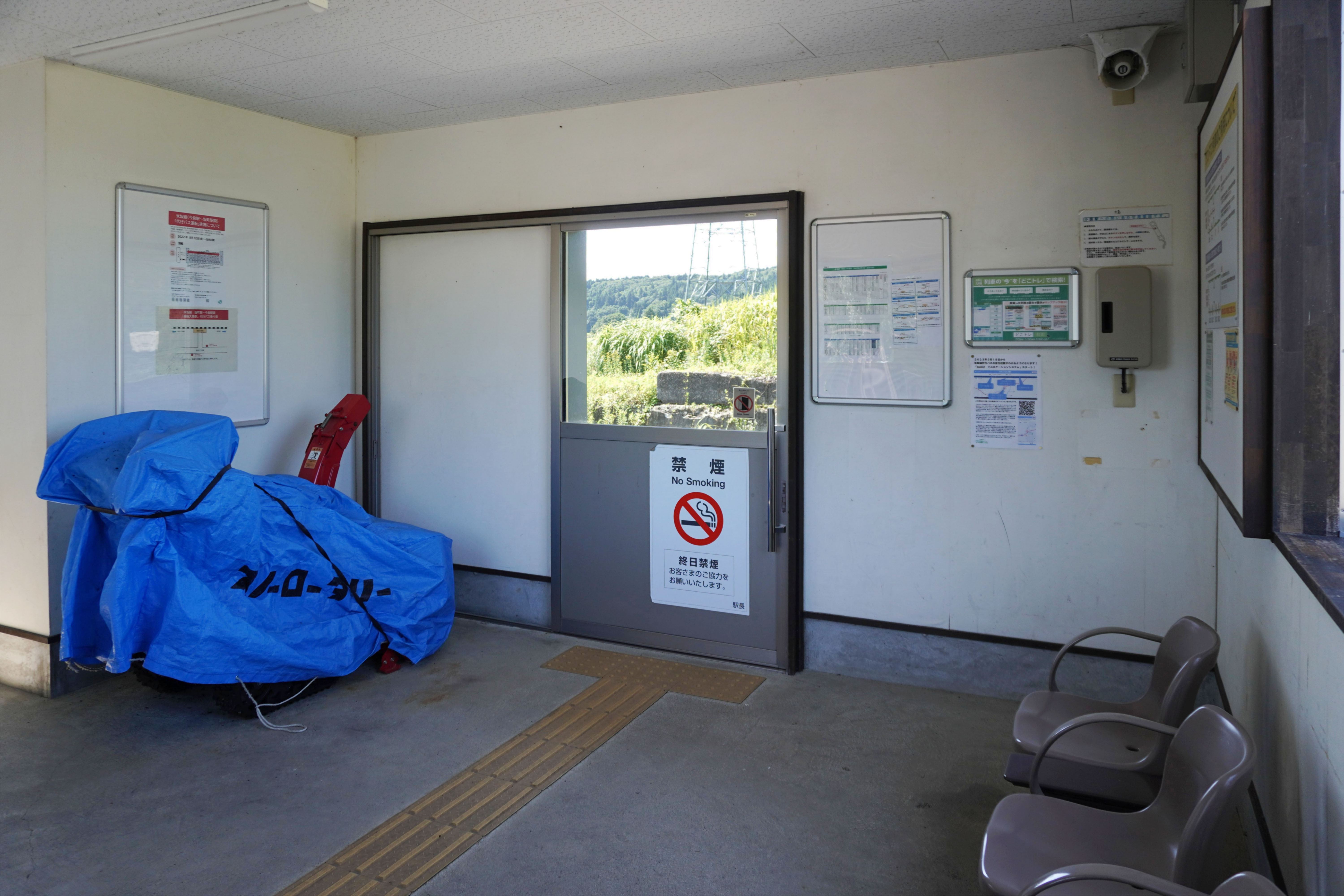
待合室（2023年7月）
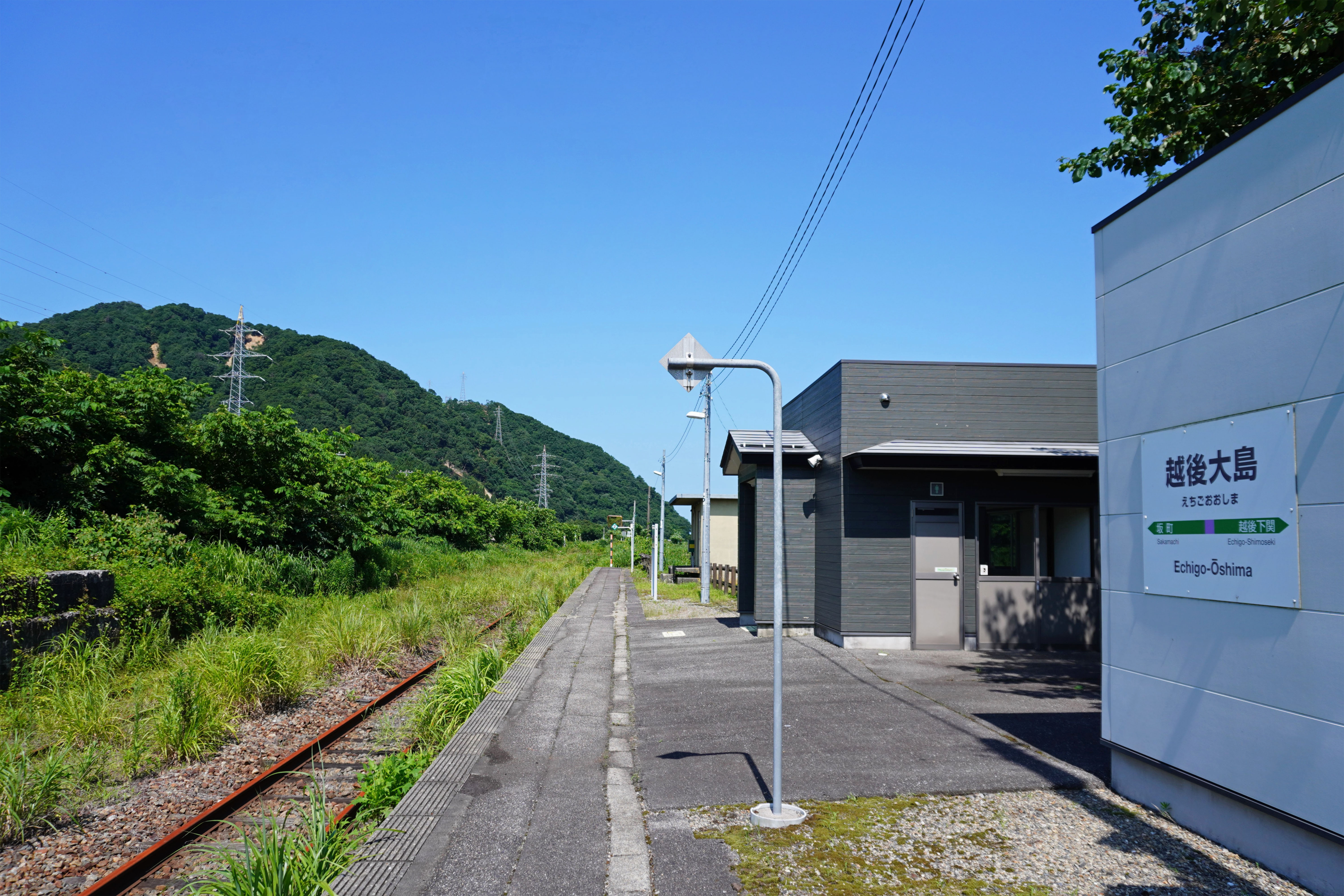
ホーム（2023年7月）

## 駅周辺
周辺は大島地区の集落である。かつては駅前を国道290号が通っており狭隘区間となっていたが、2018年（平成30年）に大島バイパスが開通し、国道指定から外れた。駅を出て集落を真っ直ぐ進んで突き当たる道路は国道113号で、駅から北東に位置する荒川沿いは桜並木となっている。
- 国道113号
- 越後大島駅前郵便局

## バス路線
最寄りの停留所は駅前すぐの「大島駅前」またはその1つ隣の「大島」バス停になる。2024年（令和6年）10月1日現在、以下の路線が発着する。
- 下関 - 坂町線
- 下関 - 大島 - 幾地線

## 隣の駅
東日本旅客鉄道（JR東日本）
■米坂線（休止中）
越後下関駅 - 越後大島駅 - *花立駅 - 坂町駅
*打消線は廃駅